# شهرستان هوراند
شهرستان هوراند یکی از شهرستان‌های شمالی استان آذربایجان شرقی با مرکزیت شهر هوراند است. این شهرستان که یکی از بخش‌های تابعه شهرستان اهر بود در ۲ مرداد ۱۳۹۲ بر اساس ابلاغیه معاون اول رئیس‌جمهور تشکیل شد.
جمعیت شهرستان هوراند در سال ۱۳۹۵ خورشیدی بالغ بر ۲۰٬۷۰۱ نفر بوده و کم‌جمعیت‌ترین شهرستان استان محسوب می‌شود.

## تقسیمات کشوری
- بخش مرکزی
  - دهستان دودانگه
  - دهستان دیکله
  - شهر: هوراند
- بخش چهاردانگه
  - دهستان چهاردانگه جنوبی
  - دهستان چهاردانگه شمالی